# Dennis Miller Bunker

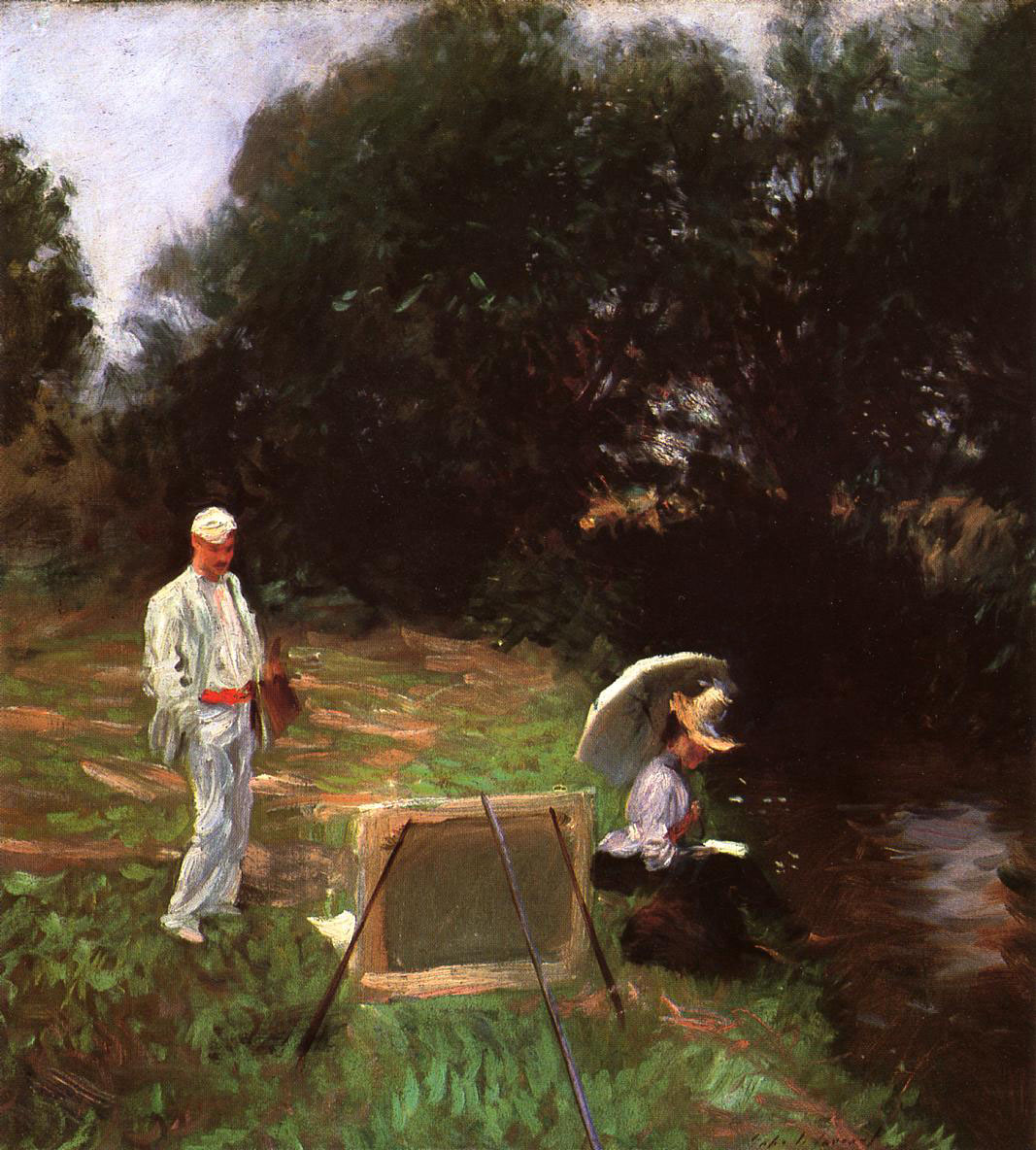
John Singer Sargent:
Dennis Miller Bunker malend in Calcot

Dennis Miller Bunker (* 6. November 1861 in New York, N.Y.; † 28. Dezember 1890 in Boston, Massachusetts) war ein US-amerikanischer Maler des Impressionismus.
Mit 17 Jahren wurde Bunker 1878 Schüler von William Merritt Chase. Mit dessen Empfehlung wechselte er 1881 für fast vier Jahre in das Atelier von Jean-Léon Gérôme nach Paris.
Im Herbst 1885 kehrte Bunker wieder in die USA zurück und ließ sich in Boston, Mass. nieder. Dort berief man ihn noch im selben Jahr zum Dozenten für Malerei an die „Cowles School of arts“. Er lehrte dort bis 1890 und beeinflusste gerade mit seinem impressionistischen Stil sehr viele Schüler. Als eine der wichtigsten ist hier Isabella Stewart Gardener zu nennen, deren Palais „Feway Court“ nebst Kunstsammlung nach ihrem Tod 1924 als Isabella Stewart Gardner Museum weitergeführt wurde. Aber auch Maler wie William McGregor Paxton haben Bunker viel zu verdanken.
Seine Lehrtätigkeit an der Cowles School of arts unterbrach Bunker nur im Sommer 1888, als er zusammen mit John Singer Sargent in Calcott, Salop (GB) plein air Landschaften malte. Ab dieser Zeit wurde Bunkers Malstil immer gelöster, obwohl durchaus noch die Beeinflussung seines Lehrers Gérôme mit dessen strenger Genauigkeit erkennbar bleibt.
Im Alter von 29 Jahren starb der erste US-amerikanische Impressionist Dennis Miller Bunker am 28. Dezember 1890 in Boston, Massachusetts an einer nicht behandelten Grippe.

## Werke (Auswahl)

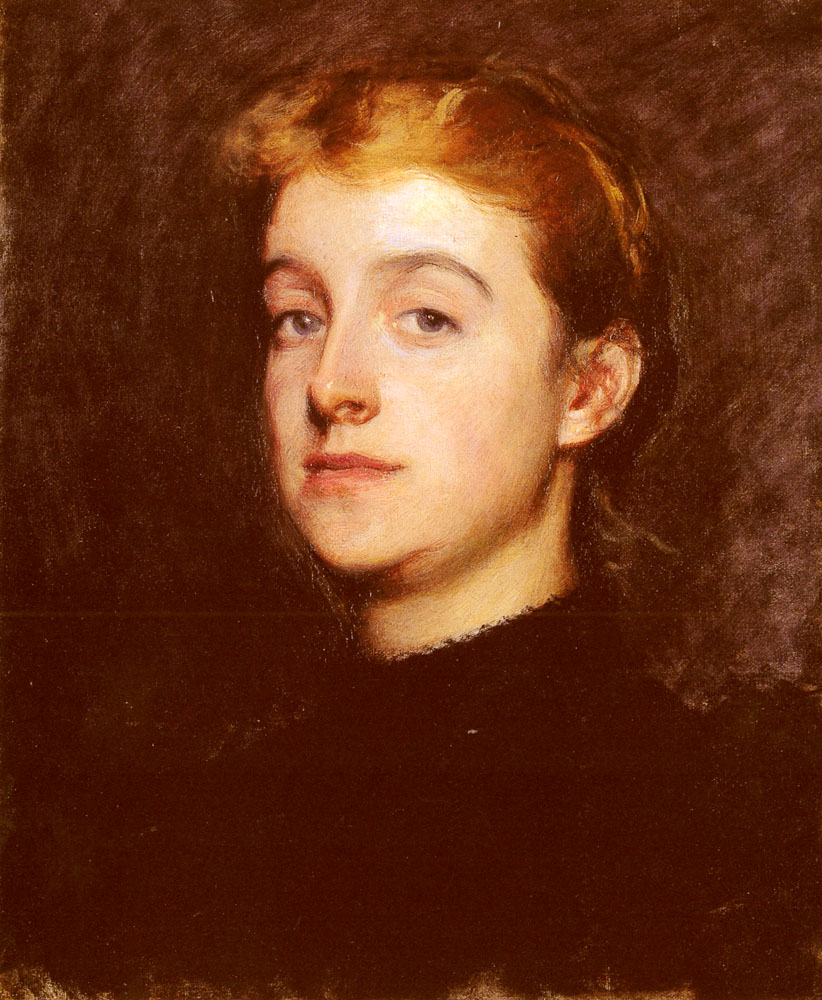
Eleanor Hardy Bunker
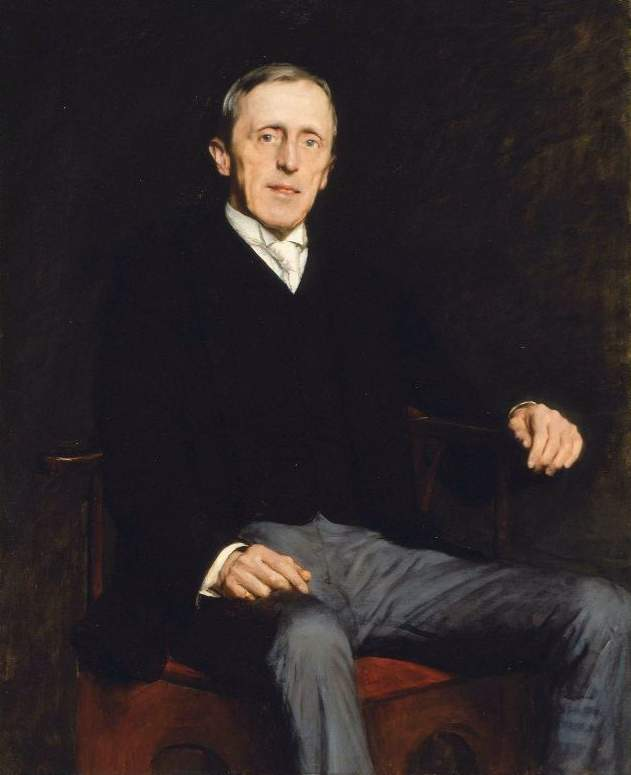
George Augustus Gardner
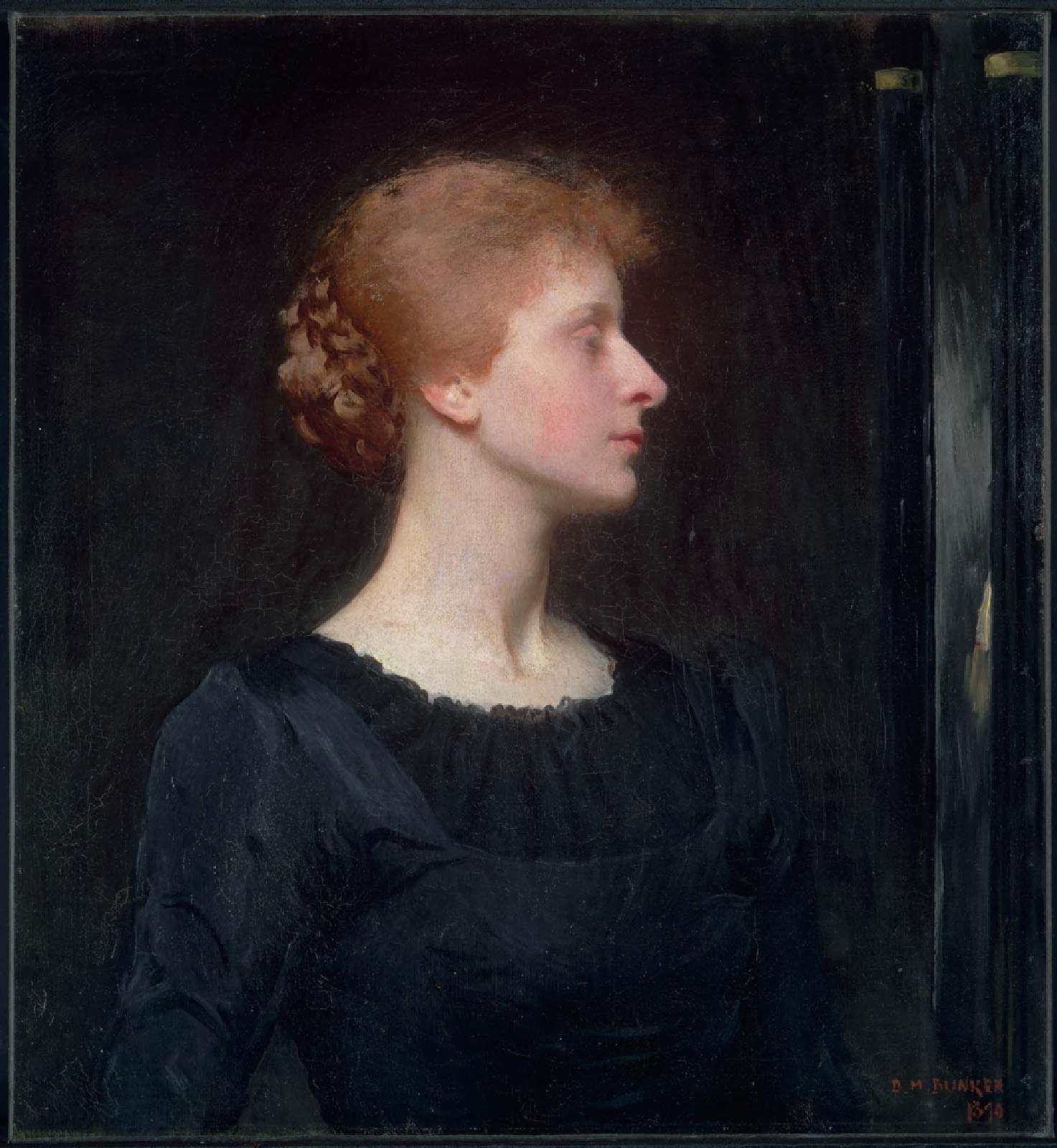
Jessica
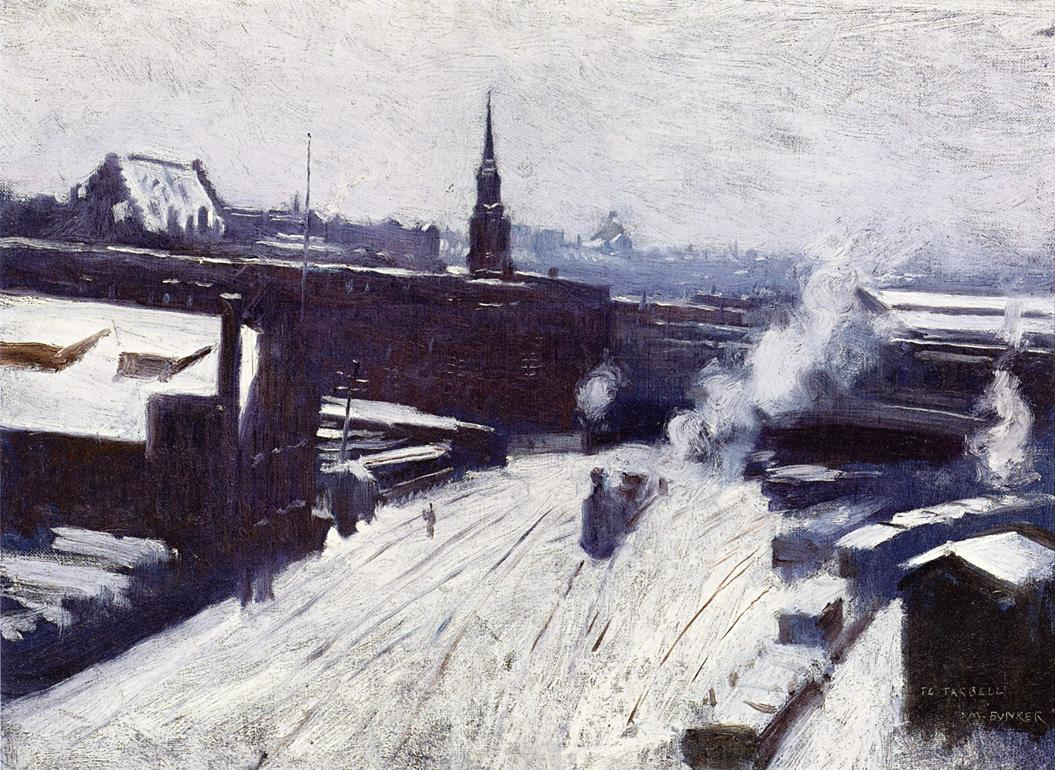
The Station
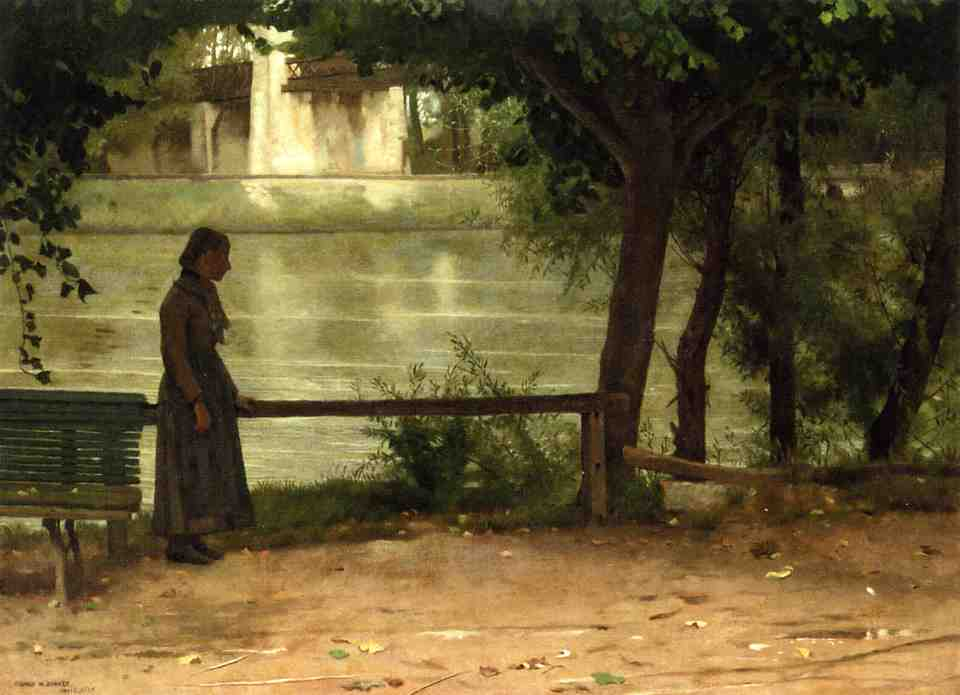
On the Banks of the Oise
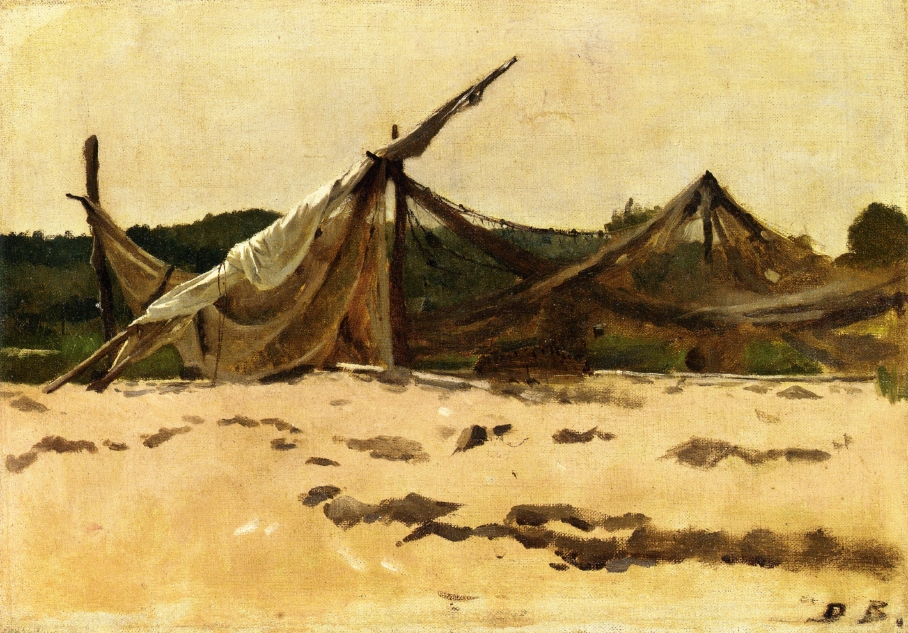
Nets and Sails Drying
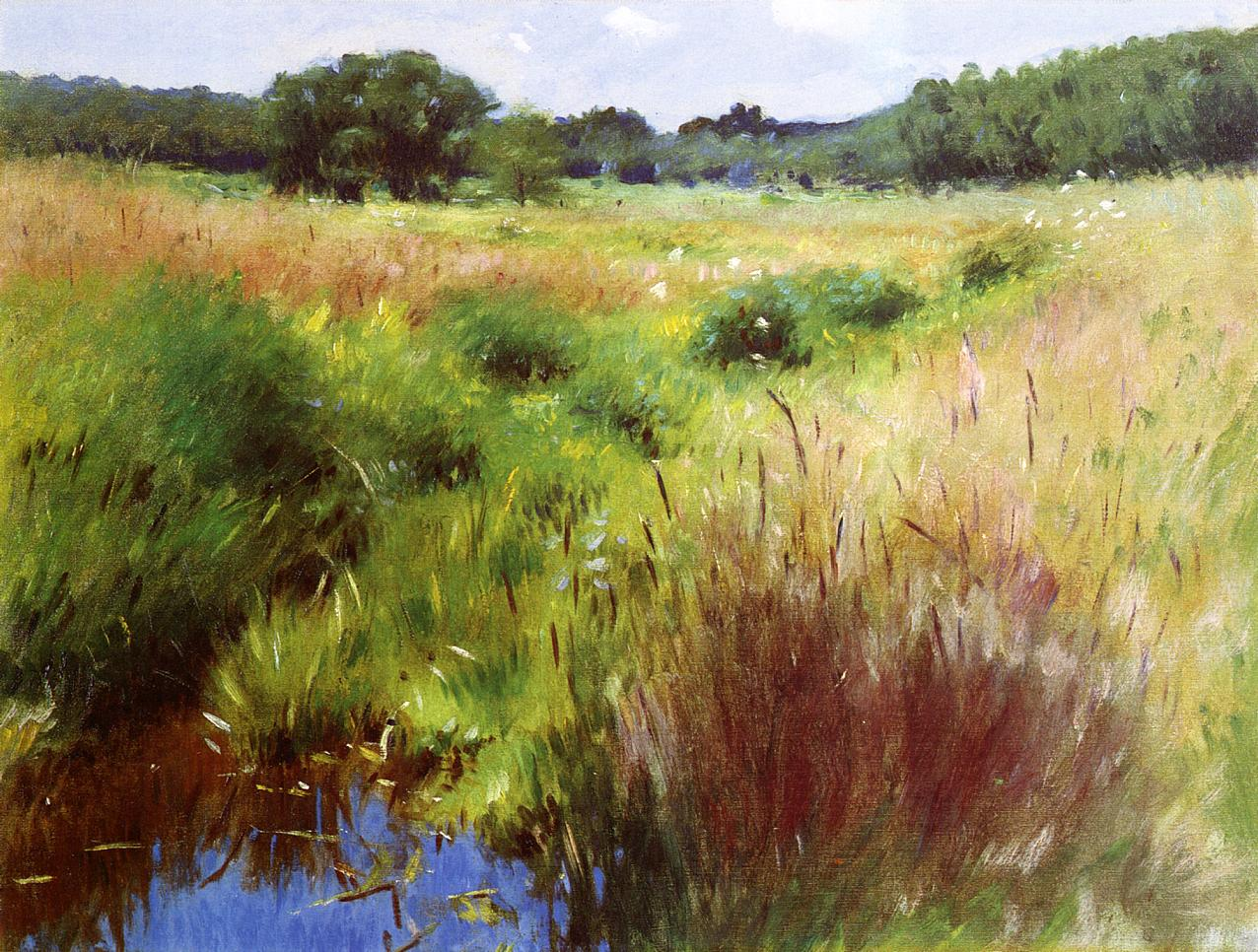
Marshland, Medfield
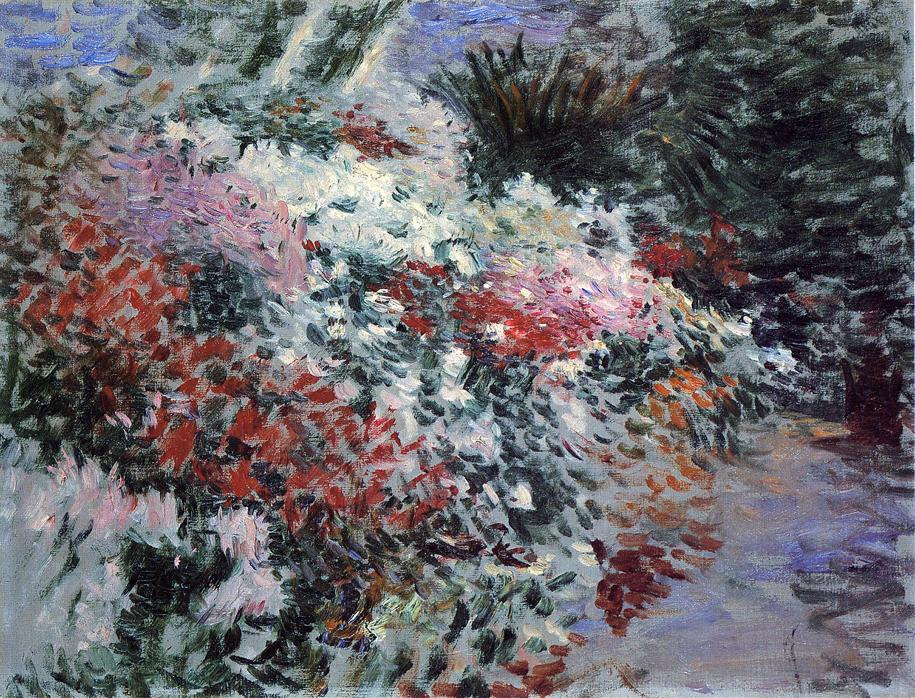
In the Greenhouse